# Peter S. Brandal
Peter Andreas Severinsson Brandal, född 21 december 1870 i Brandal i Hareids kommun i Norge, död 23 mars 1933, var en norsk redare och affärsman. Han var medgrundare till Kings Bay Kull Comp. A/S och av gruvbosättningen Ny-Ålesund på Spetsbergen i Svalbard.
Peter Brandal var son till skepparen och jordbrukaren Sevrin Olavius Martinus Larsen (1847–1934) och Davida Petersdatter (1842–1903). Han började sitt yrkesliv som fiskare efter sin konfirmation och köpte sitt första fartyg 1891. Åtta år senare deltog fartyget i sin första expedition till Arktis för att fånga säl.  År 1901 deltog han i en jaktexpedition till Grönland för att skaffa pälsar. Han ökade efter hand sin flotta med inriktning på fartyg för säljakt i Arktis. Han slutade själv att segla 1911 och började sköta affärerna med sina fartyg på heltid. Han engagerade sig också i fiskeförädlingsindustri. 
Under första världskriget var det svårt att få tag på kol i Norge. Brandals rederi bojkottades också av Storbritannien, eftersom det hade haft handelsförbindelser med Tyskland. Han köpte då inmutningar av kol och mark vid Kongsfjorden i Svalbard 1916, och grundade tillsammans med två affärsmän från Ålesund Kings Bay Kull Comp. A/S som påbörjade kolutvinning sommaren samma år.
Året därpå grundade hans företag samhället Ny-Ålesund, som under de första åren gick under olika namn. Namnet Ny-Ålesund kom i bruk tidigt 1920-tal.  Företaget gick dåligt under 1920-talet och låga kolpriser kombinerat med finanskrisen i slutet av 1920-talet ledde till driftsstopp 1929. Staten köpte aktierna 1933.
Han gifte sig 1893 med Josefine Marie Hansdatter (1872–?).